# 第57砲兵連隊 (フランス軍)
第57砲兵連隊 (フランス軍)（だいごじゅうななほうへいれんたい、54e régiment d'artillerie：57e RA）は、オート＝マルヌ県ショーモンに駐屯する、独立砲兵旅団隷下のフランス陸軍の地対空ミサイル連隊である。2009年7月31日をもって解隊された。
兵種は砲兵、伝統的区分も砲兵である。

## 最新の部隊編成
- 連隊本部
- 本部管理中隊
- 砲兵情報中隊
- 第1中隊 - ローランド
- 第2中隊 - ローランド
- 第3中隊 - ミストラル
- 第4中隊 - ミストラル
- 第5中隊 - ミストラル
- 管理支援中隊
- 情報中隊
- 予備訓練中隊

## 主要装備
- GIAT BM92-G1
- FA-MAS
- AA-52
- 12.7mm重機関銃
- ローランド
- ミストラル
- VAB
- P4
- TRM 2000
- TRM 4000